# Artemisia sinensis
Artemisia sinensis là một loài thực vật có hoa trong họ Cúc. Loài này được (Pamp.) Ling & Y.R.Ling mô tả khoa học đầu tiên năm 1980.